# Panenské Břežany
Panenské Břežany jsou obec v okrese Praha-východ ve Středočeském kraji. Leží asi čtrnáct kilometrů severně od centra hlavního města Prahy. Obec leží v nadmořské výšce 245 metrů, žije v ní celkem 665 obyvatel.

## Historie
První písemná zmínka o vesnici pochází z roku 1233, kdy je zmiňována jako ves ženského benediktinského kláštera svatého Jiří na Pražském hradě (odtud název „panenské“). V obci se nacházejí dva zámky, zvané Dolní a Horní.

### Dolní zámek

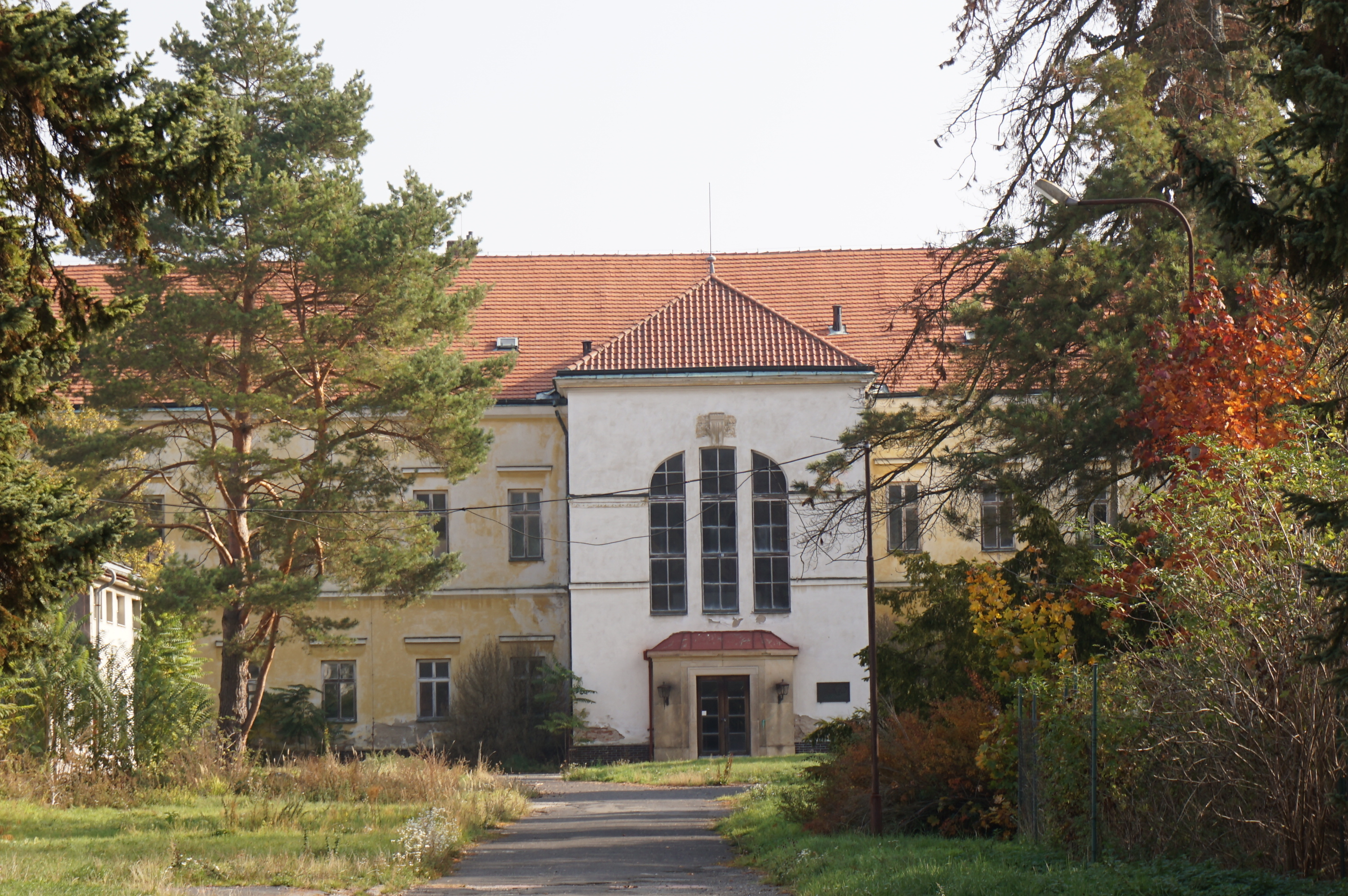
Dolní zámek

Stavba tzv. Dolního zámku v empírovém slohu byla započata okolo roku 1840. Kvůli finančním potížím majitele Matyáše Bedřicha Riese ze Stallburgu v roce 1901 nemovitost převzala „Hospodářská a úvěrní banka pro Čechy“ a od roku 1909 ji začala nabízet k prodeji za účelem uspokojení věřitelů. Zámek odkoupil pražský židovský cukrovarník Ferdinand Bloch-Bauer, který interiéry vybavil loveckými trofejemi, starožitnostmi, uměleckými předměty, gobelíny aj.
Po začátku druhé světové války a zřízení Protektorátu Čechy a Morava byl Ferdinand Bloch-Bauer nucen odejít do emigrace a v zámku se usídlil říšský protektor Konstantin von Neurath. Po Velikonocích roku 1942 se do Dolního zámku nastěhoval zastupující říšský protektor Reinhard Heydrich s rodinou. Po atentátu na Heydricha v roce 1942 zde až do konce války žila Lina Heydrichová spolu se čtyřmi dětmi. Vdova po Heydrichovi zřídila v zámeckém areálu miniaturní pracovně-koncentrační tábor, kde pro ni v nuzných podmínkách žilo a pracovalo okolo 150 vězňů z ghetta Terezín a z koncentračního tábora Flossenbürg.
Po válce byl zámek převeden do užívání Výzkumného ústavu kovů. Od roku 2017 je budova chráněnou kulturní památkou. V roce 2019 byl zchátralý zámek vydražen a od té doby je v soukromých rukou.

### Horní zámek

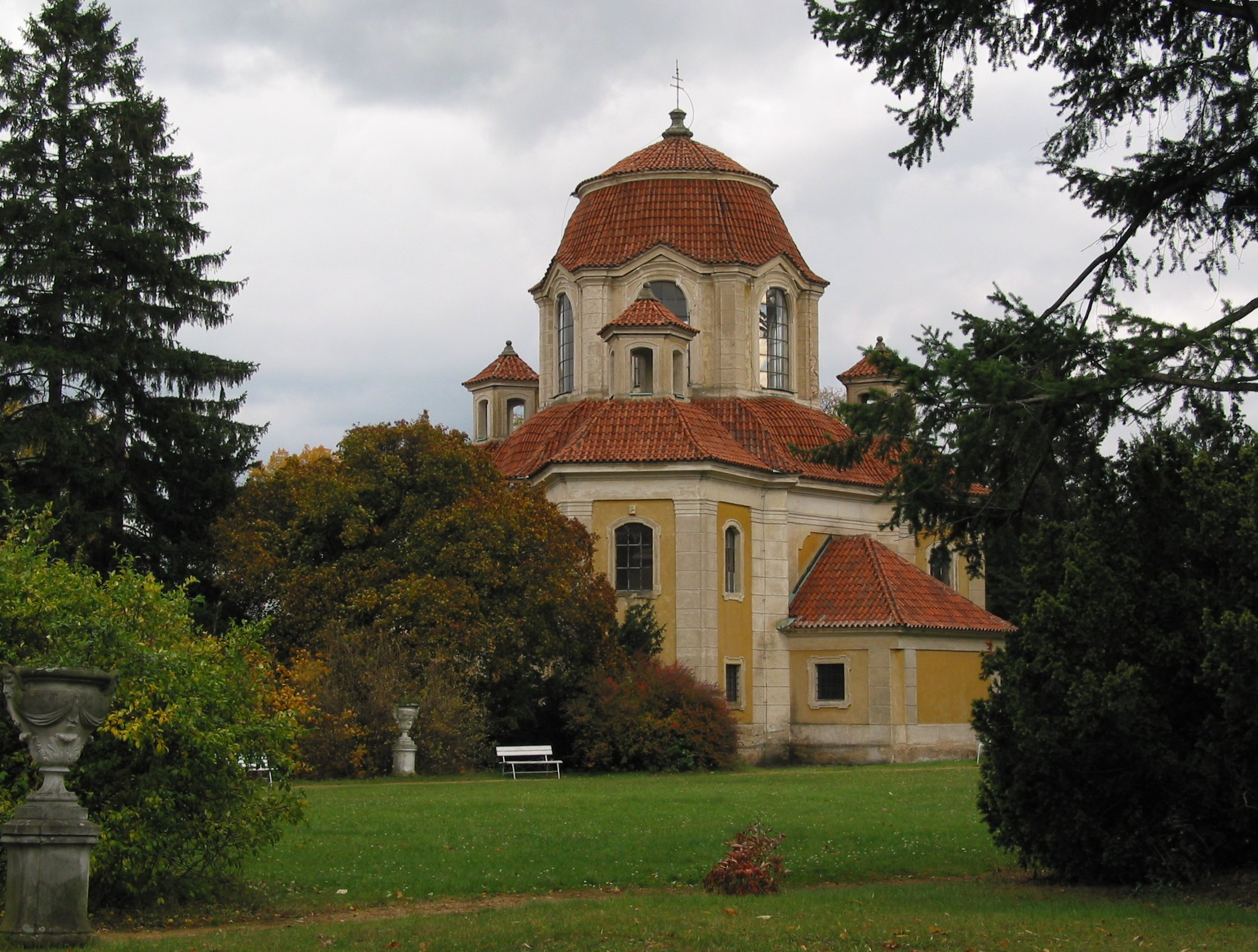
Kaple svaté Anny

Horní zámek byl postaven v první polovině 18. století v barokním slohu na místě původní tvrze. Jedná se o obdélníkovou jednopatrovou stavbu se sedlovou střechou s balkónem v průčelí. Poblíž zámku se nachází barokní kaple svaté Anny z let 1705–1707, jejíž autorství je archivně doloženo pro Jana Blažeje Santiniho.

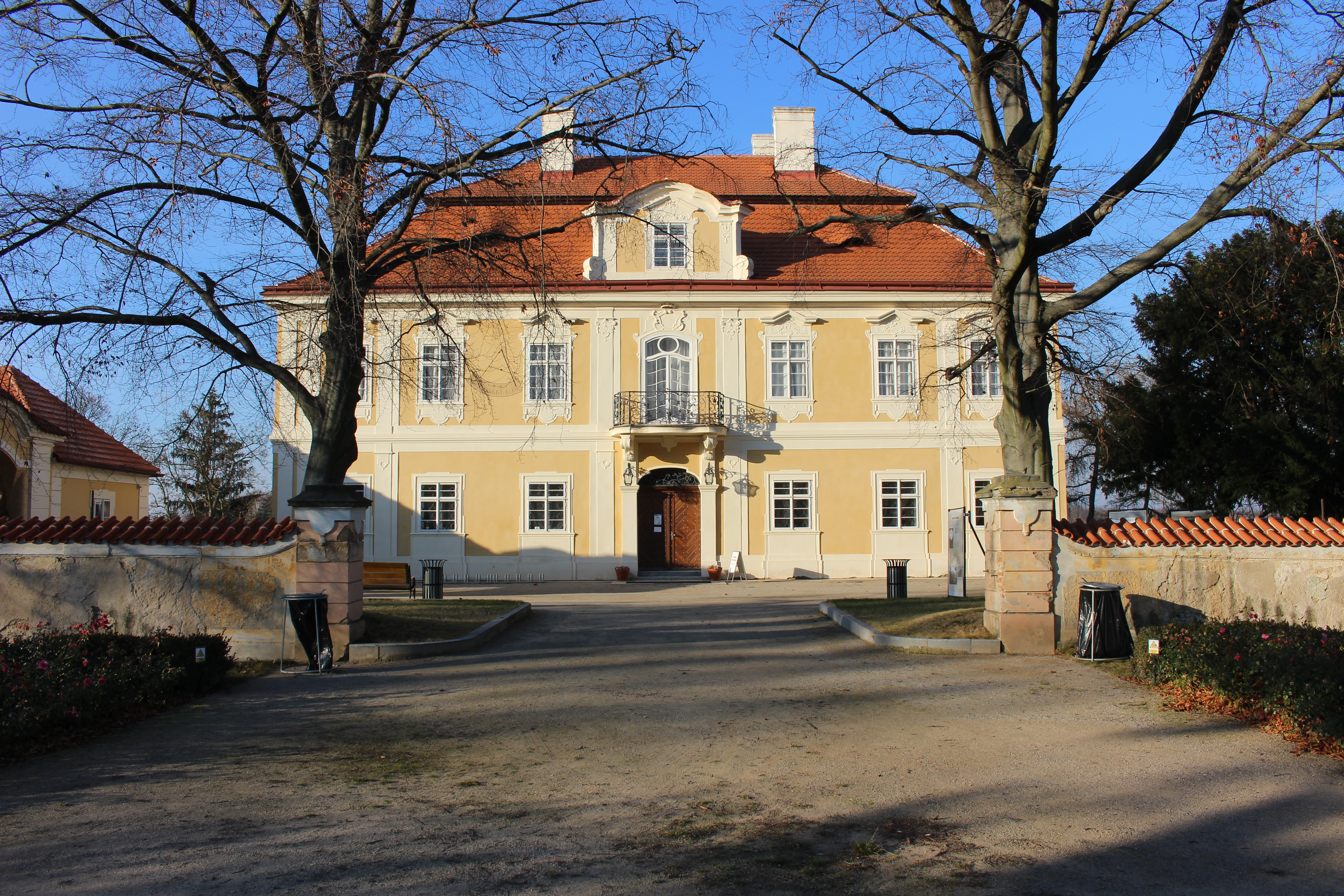
Horní zámek

Po zrušení kláštera vystřídal zámek několik majitelů. V roce 1820 původní horní zámek koupil Matyáš Ries ze Stallburgu. Po zadlužení jeho dědiců došlo po roce 1909 k prodeji zámku. Syn nábytkářského továrníka Emila Gerstela (1870-1919), Bedřich Gerstel, ale před vypuknutím druhé světové války odešel do emigrace, načež opuštěný zámek zabral nacistický pohlavár Karl Hermann Frank. Po skončení války byl v zámku zřízen domov důchodců. Od roku 2012 spravuje zámek Památník národního útlaku a odboje, jenž spadá pod Oblastní muzeum Praha-východ. V roce 2016 byla v prvním patře zámku otevřena expozice "Zločin a Trest", jejíž součástí je i unikátní replika pankrácké gilotiny.

## Obecní správa

### Územněsprávní začlenění
Dějiny územněsprávního začleňování zahrnují období od roku 1850 do současnosti. V chronologickém přehledu je uvedena územně administrativní příslušnost obce v roce, kdy ke změně došlo:
- 1850 země česká, kraj Praha, politický i soudní okres Karlín[7]
- 1855 země česká, kraj Praha, soudní okres Karlín[7]
- 1868 země česká, politický i soudní okres Karlín[7]
- 1927 země česká, politický okres Praha-venkov, soudní okres Karlín[8]
- 1929 země česká, politický okres Praha-venkov, soudní okres Praha-sever[9]
- 1939 země česká, Oberlandrat Praha, politický okres Praha-venkov, soudní okres Praha-sever[10]
- 1942 země česká, Oberlandrat Praha, politický okres Praha-venkov-sever, soudní okres Praha-sever[11]
- 1945 země česká, správní okres Praha-venkov-sever, soudní okres Praha-sever[12]
- 1949 Pražský kraj, okres Praha-sever[13]
- 1960 Středočeský kraj, okres Praha-východ[14]

### Obecní symboly
Znak a vlajka byly obci uděleny rozhodnutím předsedy Poslanecké sněmovny Parlamentu České republiky dne 8. června 2004.

## Obyvatelstvo
| Rok            | 1869 | 1880 | 1890 | 1900 | 1910 | 1921 | 1930 | 1950 | 1961 | 1970 | 1980 | 1991 | 2001 | 2011 | 2021 |
| -------------- | ---- | ---- | ---- | ---- | ---- | ---- | ---- | ---- | ---- | ---- | ---- | ---- | ---- | ---- | ---- |
| Počet obyvatel | 556  | 551  | 553  | 524  | 568  | 521  | 522  | 466  | 554  | 523  | 493  | 433  | 498  | 641  | 673  |
| Počet domů     | 58   | 62   | 69   | 79   | 81   | 84   | 101  | 111  | 117  | 123  | 118  | 136  | 169  | 198  | 224  |

## Společnost
Ve vsi Panenské Břežany (521 obyvatel) byly v roce 1932 evidovány tyto živnosti a obchody: holič, 2 hostince, kolář, 2 kováři, obchod s mlékem, obuvník, pekař, 3 rolníci, 2 řezníci, 4 obchody se smíšeným zbožím, trafika, 2 velkostatky.

## Doprava
Dopravní síť
- Pozemní komunikace – Do obce vedou silnice III. třídy. Území obce protíná dálnice D8 (současně Evropská silnice E55), exit 1 je ve vzdálenosti čtyři kilometry. Ve vzdálenosti 1,5 kilometru na východ lze najet na silnici II/608 Praha-Libeň – Veltrusy – Mělník – Terezín.

- Železnice – Železniční trať ani stanice na území obce nejsou. Nejbližší železniční stanicí jsou Úžice ve vzdálenosti čtyři kilometry ležící na trati 092 z Kralup nad Vltavou do Neratovic.

Veřejná doprava 2011
- Autobusová doprava – V obci měly zastávku příměstské autobusové linky Praha,Kobylisy - Neratovice,Korycany (v pracovních dnech 24 spojů, o víkendech 16 spojů) a Libiš - Odolena Voda (v pracovních dnech 1 spoj) (dopravce ČSAD Střední Čechy, a. s.).

## Pamětihodnosti
- Kaple svaté Anny
- Dolní zámek
- Horní zámek

## Další fotografie

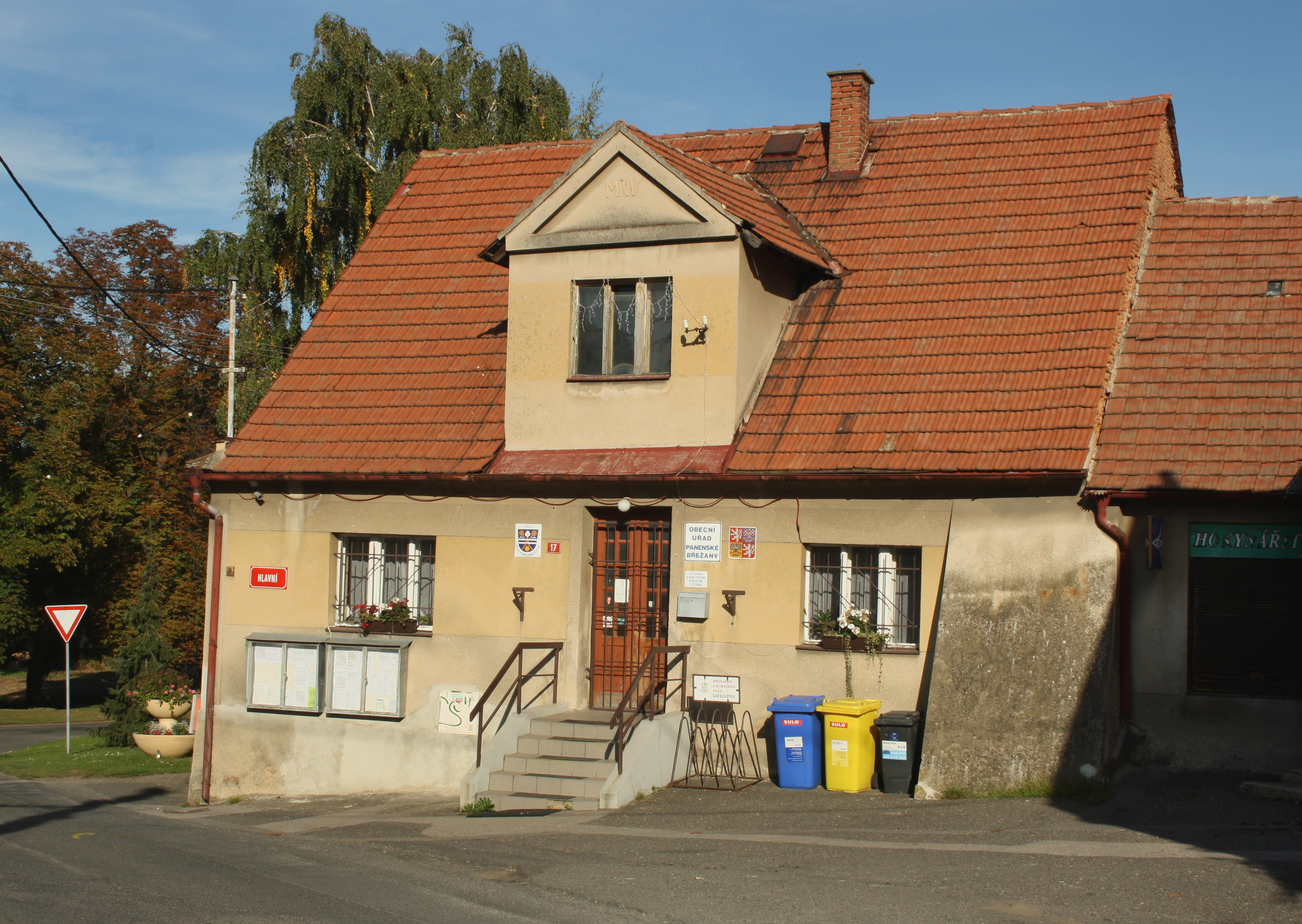
Obecní úřad
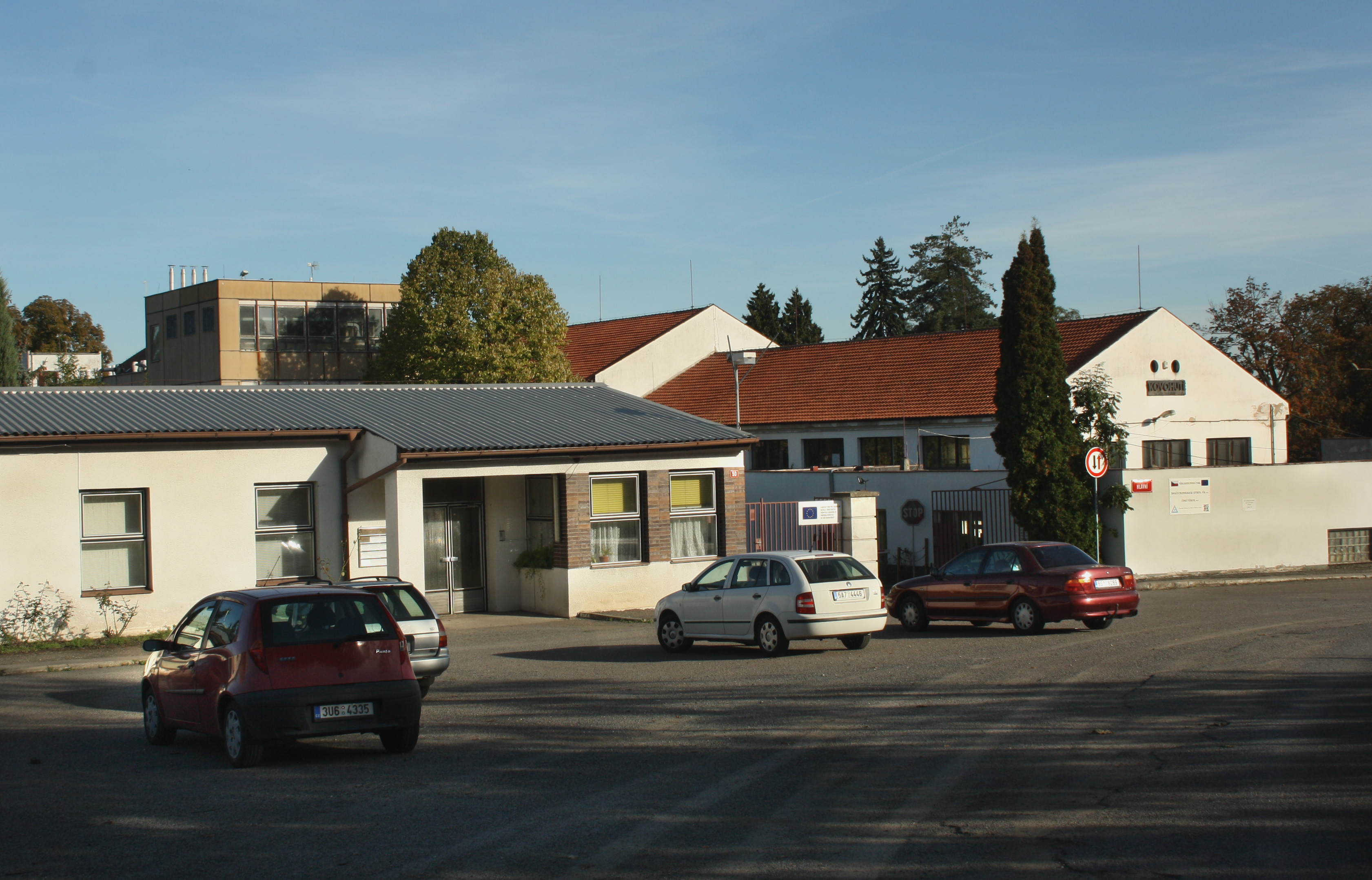
Vědeckotechnický park
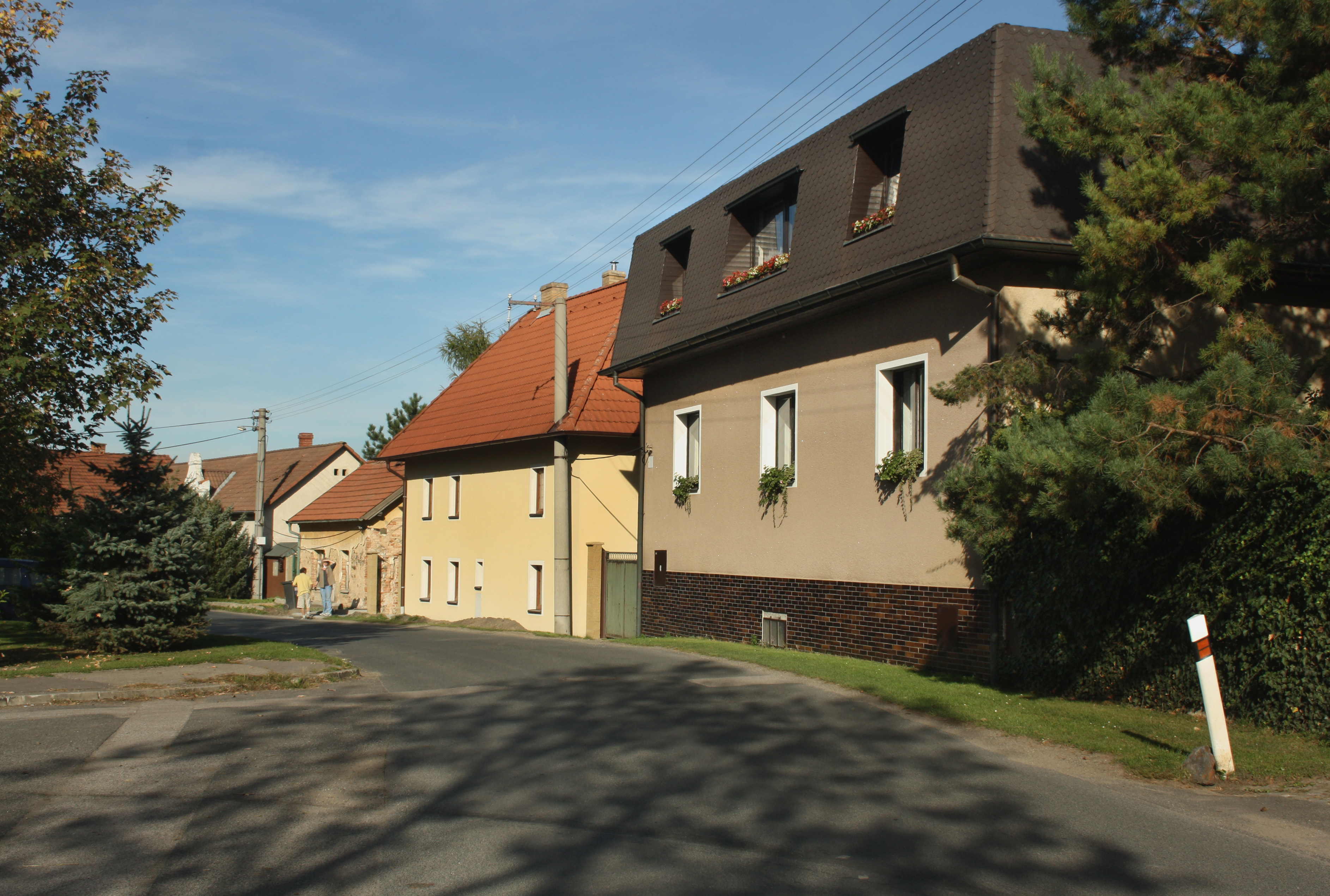
Východní část obce
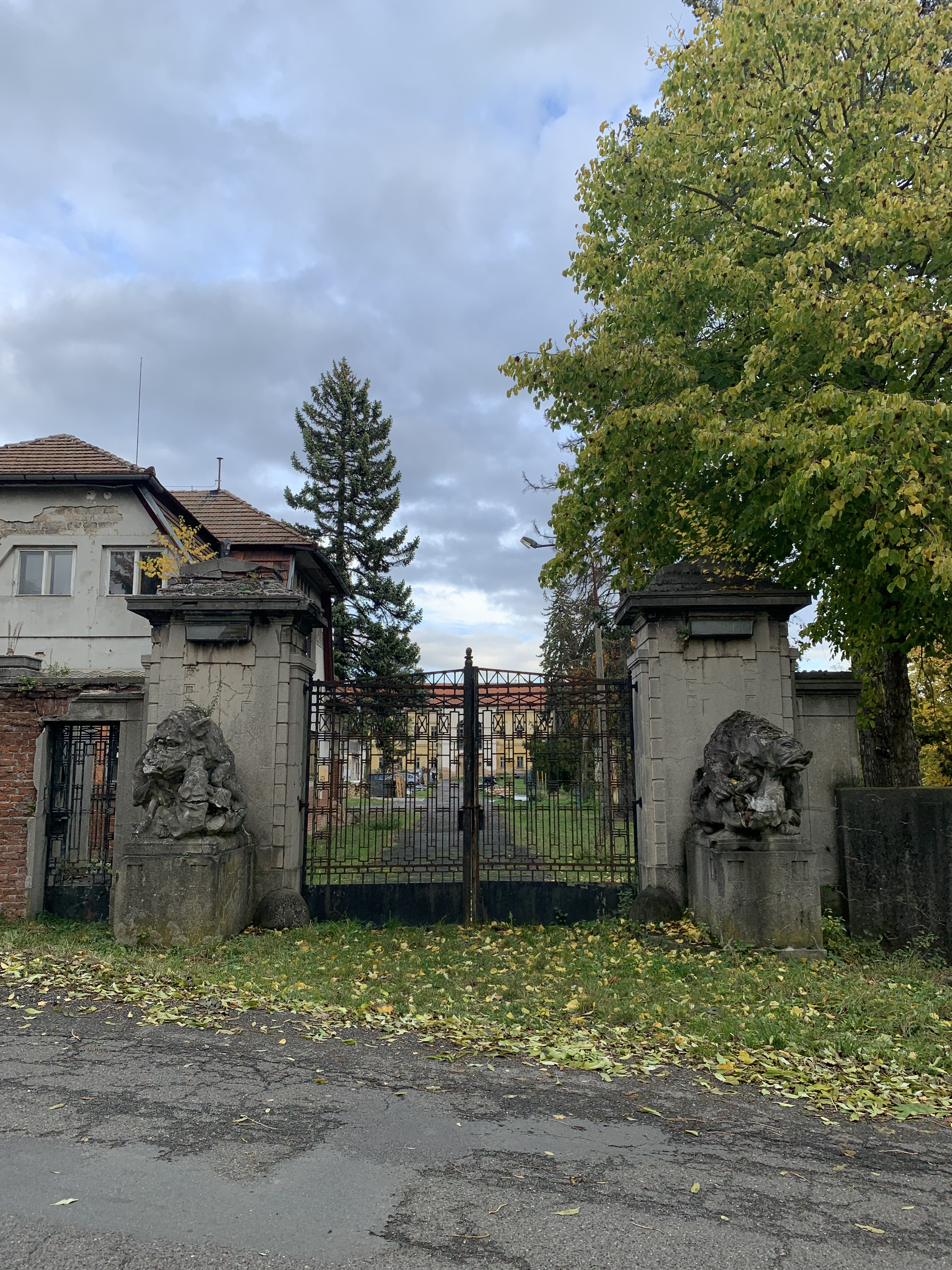
Brána k dolnímu zámku
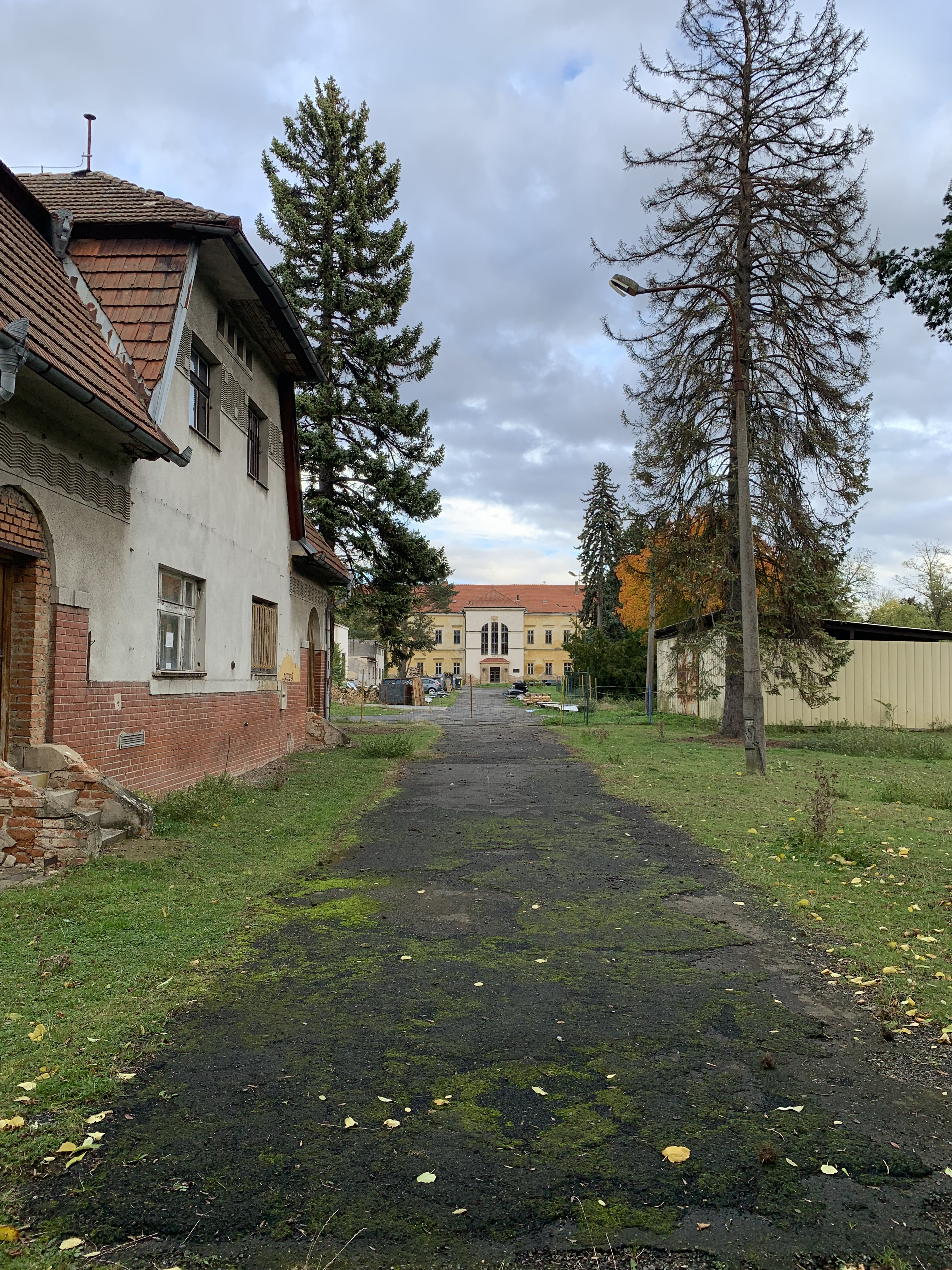
Pohled na dolní zámek od brány
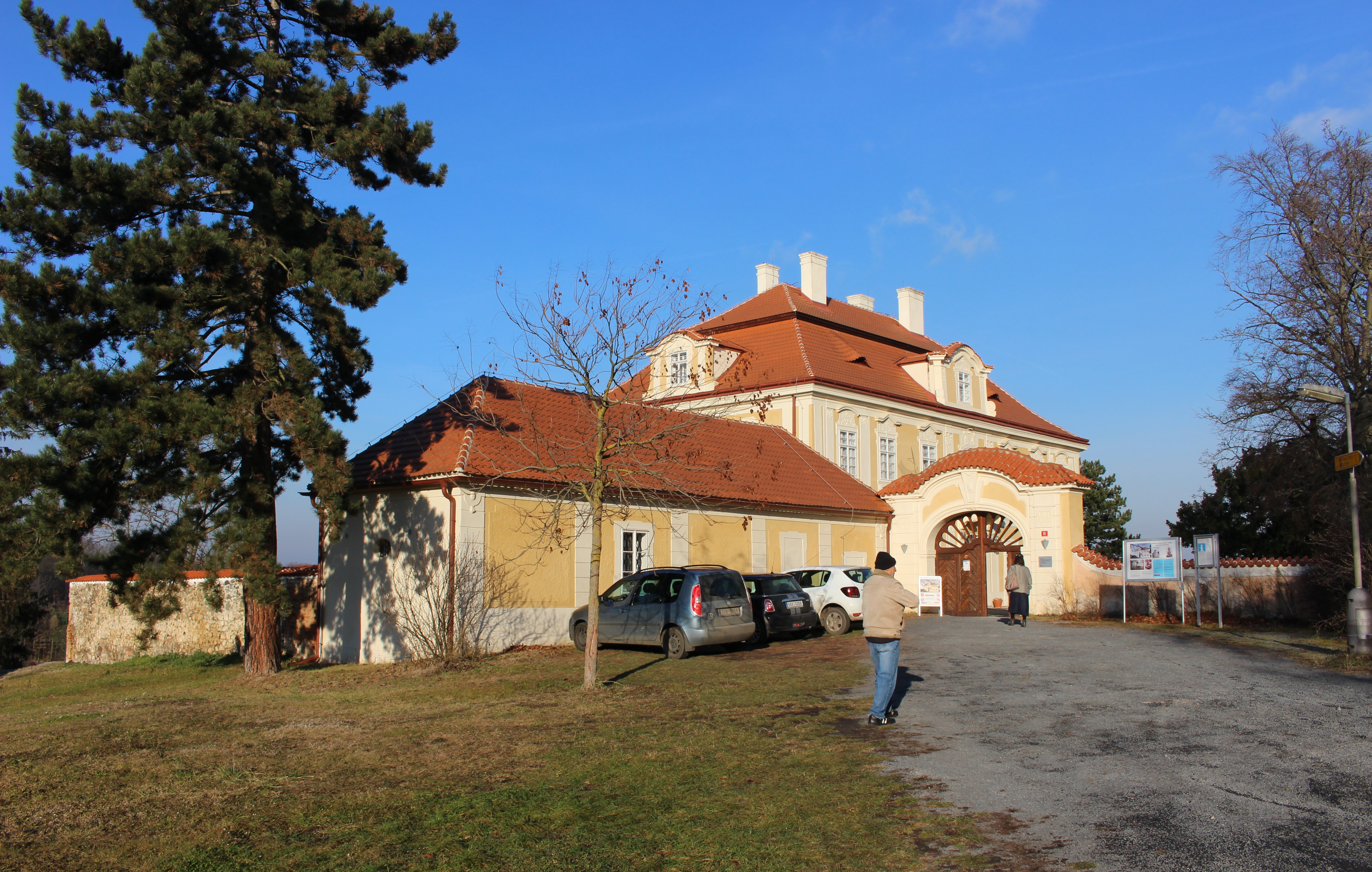
Horní zámek, vstup do areálu
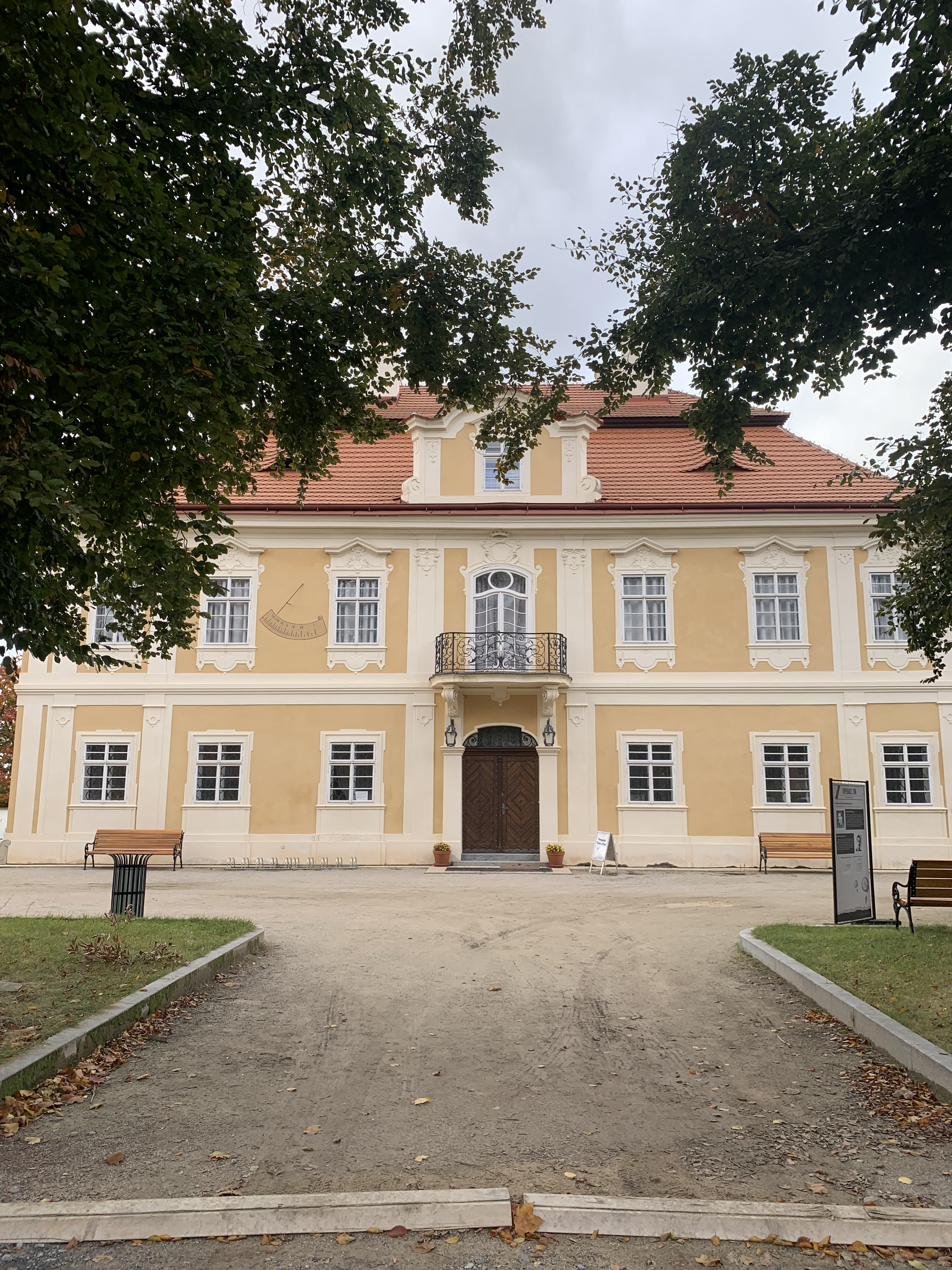
Horní zámek
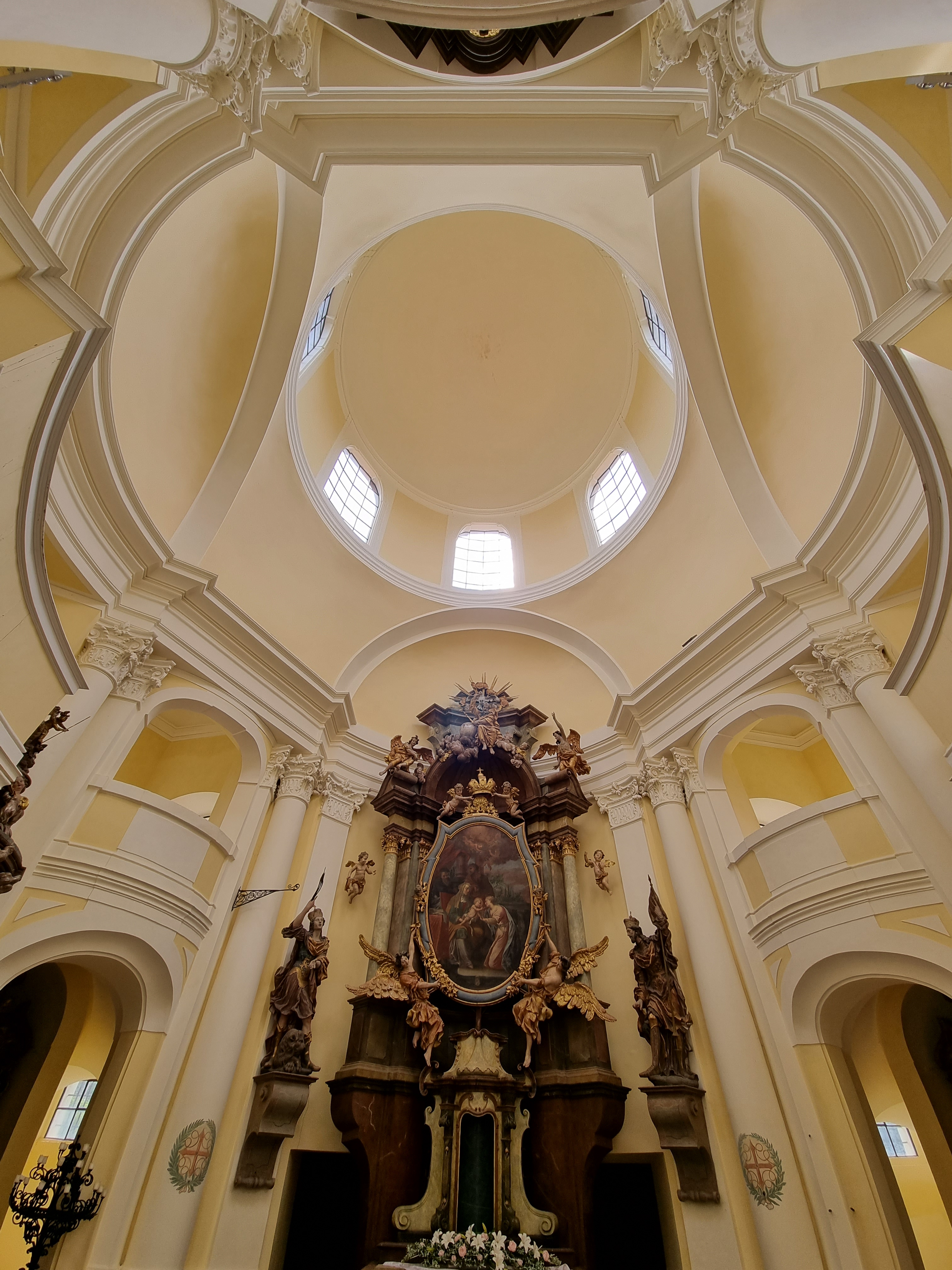
Interiér Santiniho kaple